# Life with Father (serie de televisión)
Life with Father es una comedia de situación de televisión estadounidense que se desarrolló entre 1953 y 1955, protagonizada por Leon Ames como Clarence Day Sr. y Lurene Tuttle como su esposa Lavinia. Comenzó a transmitirse en color en 1954, y fue la primera serie de televisión en color en vivo para la televisión originada en Hollywood.
Se basó en la obra de teatro del mismo nombre, que ya había sido adaptada a una película de 1947, basada en artículos de The New Yorker y libros de Clarence Day que recuerdan a su familia en la ciudad de Nueva York de finales del siglo XIX.

## Trasfondo
Life with Father debutó en Broadway en 1939 y tuvo 3224 representaciones durante ocho años, lo que la convirtió en la obra no musical de mayor duración en la historia de Broadway, y la obra de mayor duración de cualquier tipo entre 1947 y 1972, La producción de Broadway ganó $ 5,8 millones al actuar para 2,1 millones de personas y, además de la producción de Broadway, fue una popular presentación de teatro regional. Mientras el espectáculo se presentaba en Broadway, 11 compañías de gira actuaron en 214 ciudades, ganando $ 5 millones de audiencias de 3.7 millones de personas.

## Producción
El programa de media hora se estrenó en la cadena de televisión CBS el 22 de noviembre de 1953. Fue transmitido en vivo desde los estudios de CBS Television City en Hollywood. El productor fue Fletcher Markle, quien produjo la serie de antología en vivo Studio One. Katherine B. Day, viuda de Clarence Day, fue asesora editorial, al igual que Howard Lindsay y Russel Crouse, autores de la producción de Broadway. Ames y Tuttle fueron seleccionados como protagonistas después de 100 audiciones y 30 pruebas en cámara, y se realizaron 200 audiciones para seleccionar el elenco de apoyo. Patricia Hitchcock, hija del director Alfred Hitchcock, apareció en el estreno como Nora, la criada; Dorothy Bernard recreó su actuación en Broadway como Margaret, la cocinera de la familia.

## Reparto
Episodio de estreno:
- Leon Ames como Clarence Day Sr.
- Lurene Tuttle como Lavinia.
- Ralph Reed como Clarence Day Jr.
- Ronnie Keith como Whitney.
- Harvey Grant como Harlan.
- Freddie Leiston como John.
- Dorothy Bernard como Margaret.
- Patricia Hitchcock como Nora.

Elenco de reemplazo:
- Steven Terrell como Clarence Day Jr.
- B. G. Norman como Whitney.
- Freddy Ridgeway como Whitney.
- Malcolm Cassell como John.
- Marion Ross como Nora.

## Recepción
La columnista de Newsday, Jo Coppola, criticó duramente la adaptación televisiva y dijo que «incluso cuando la industria tiene en sus manos material superior, el resultado final es pésimo». Ella llamó al guion «inepto, inverosímil y rutinario», y dijo que el personaje de Ames emerge como un «hombre rudo, torpe y arrogante» y que carece de la calidez y el humor de la producción original. El crítico del The New York Times, Jack Gould, calificó el episodio de estreno como una «farsa de Hollywood cursi y vulgar en la peor tradición de los videos», y describió al personaje principal como una «caricatura monstruosa del original».
Mary Cremmen, columnista de televisión de The Boston Globe, observó que las primeras actuaciones de Ames «exageraron los aspectos explosivos y delirantes del Padre mucho más de lo que recordamos haber visto en el escenario», pero que su caracterización se había «suavizado considerablemente» para el programa del 27 de diciembre de 1953. Gould expresó puntos de vista similares en una reseña de febrero de 1954, diciendo que el programa se ha «recuperado espléndidamente» y elogió la actuación de Ames, diciendo que «ahora existe la calidez y la caracterización vitales para la interpretación fiel de las historias de Clarence Day Jr.».
Una reseña del Times del estreno de la temporada de 1954 criticó la escritura, pero calificó la serie como «uno de los programas más sensibles sobre la vida familiar».